# Lorenzo Mattotti
Lorenzo Mattotti (24 de janeiro de 1954) é um desenhista de histórias em quadrinhos, ilustrador e diretor cinematográfico da Itália.
Quadrinhos publicados:
- Il Signor Spartaco (1982)
- Incidenti (1984)
- Fires (1986)
- Labyrinthes (1988, com Jerry Kramsky)
- Murmur (1989)
- Doctor Nefasto (1989, com Jerry Kramsky)
- Caboto (1992, com Jorge Zentner)
- L'Uomo alla Finestra (1992, com Lilia Ambrosi)
- L'Arbre du Penseur (1997)
- Stigmate (1998, com Claudio Piersanti)
- Dr Jekyll & Mr Hyde (2002, com Jerry Kramsky)
- El rumor de la escarcha (2003, com Jorge Zentner)

## Prêmios e indicações
| Ano  | Prêmio              | Categoria                                       | Resultado | Ref.        |
| ---- | ------------------- | ----------------------------------------------- | --------- | ----------- |
| 1998 | Inkpot Award        |                                                 | Venceu    | [ 3 ]       |
| 2003 | Eisner Award        | Melhor edição americana de material estrangeiro | Venceu    | [ 4 ] [ 5 ] |
| 2004 | Troféu HQ Mix       | Melhor desenhista estrangeiro                   | Venceu    | [ 6 ]       |
| 2017 | Lucca Comics Awards | Melhor romance gráfico                          | Venceu    | [ 7 ] [ 8 ] |
| 2020 | Maria Pia Fusco     | Excelência técnico-artística                    | Venceu    | [ 9 ]       |